# Aftonsjön
Aftonsjön är en sjö i Hudiksvalls kommun i Hälsingland och ingår i Harmångersån-Delångersåns kustområde. Sjön är 3,7 meter djup, har en yta på 0,026 kvadratkilometer och är belägen 39 meter över havet.